# Andrew Belle
Drew Richard Fortson (Chicago, 26 de agosto de 1984) mais conhecido pelo seu nome artístico Andrew Belle é um cantor-compositor norte-americano. Ele se mudou para Nashville em 2009, e atualmente reside em Los Angeles com sua esposa.

## Carreira

### 2007–09: Início eAll Those Pretty Lights
Belle começou sua carreira musical aos 22 anos, quando terminou sua faculdade na Taylor University em Upland, Indiana. Após sua graduação em marketing, ele se lançou em carreira solo em Chicago, participando de vários restaurantes e locais de interesses turísticos, incluindo SPACE e Schubas Tavern. Ele lançou o seu EP de estreia, All Those Pretty Lights, em 9 de setembro de 2008.

### 2010–12:The LaddereThe Daylight EP
Sua canção "In My Veins" foi destaque em episódios de Grey's Anatomy, Castle, Pretty Little Liars e The Vampire Diaries. Sua canção "Sky's Still Blue" foi destaque em um comercial / documentário da Microsoft para promover seu ecossistema Windows 7, Windows Live e Windows Phone 7. Ela foi disponibilizada como um download gratuito pela Microsoft. A faixa foi incluída em um EP intitulado The Daylight, que foi lançado digitalmente em 28 de fevereiro de 2012.

### 2013–15:Black Bear

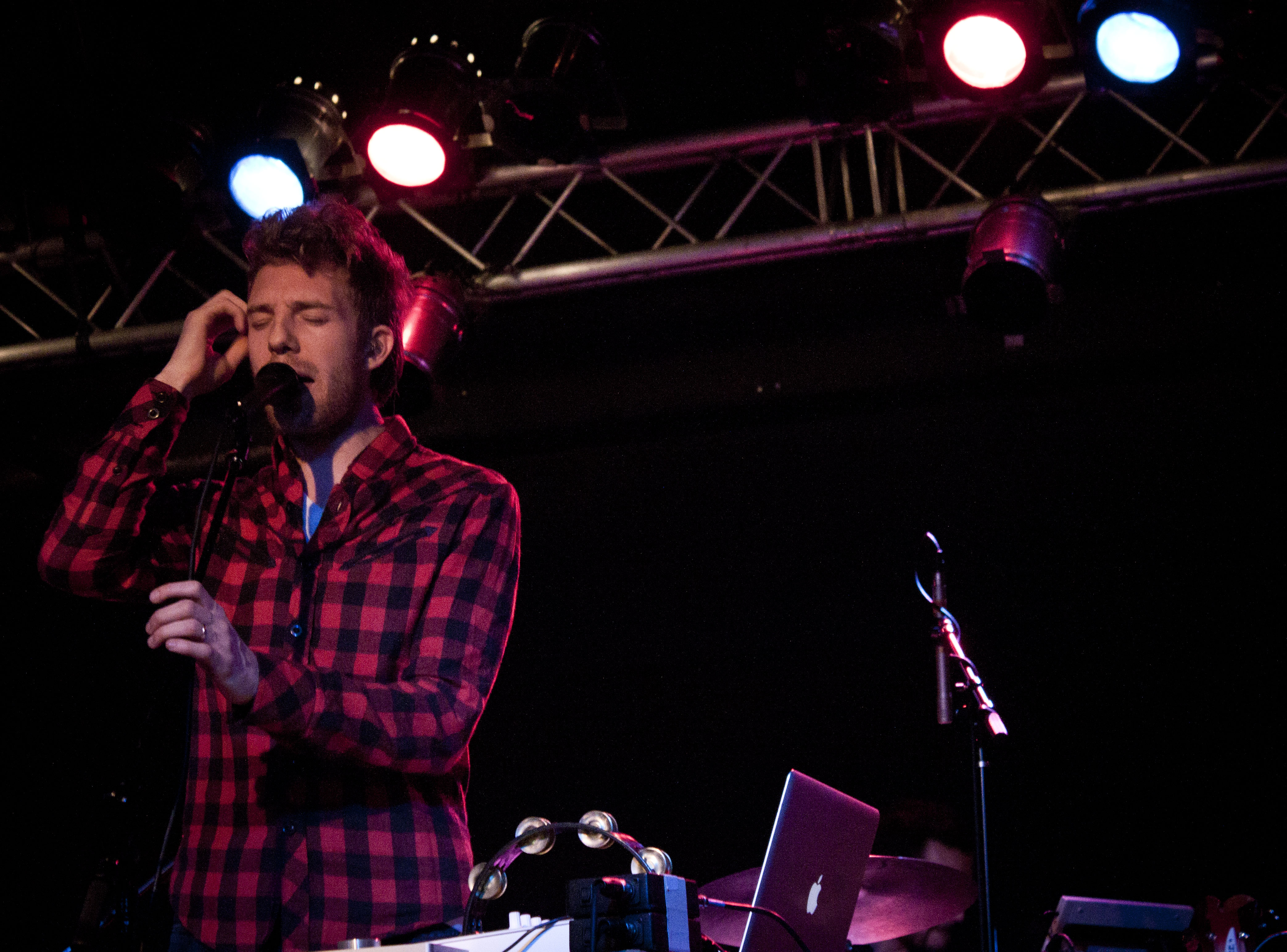
Andrew Belle se apresentando no Brighton Music Hall, na Alston, Estados Unidos.

Para este novo trabalho, Belle citou uma maior abordagem para colocar seus sentimentos em canções. Segundo ele, as músicas são temas autobiográficos através dos tempos difíceis vividos por ele e sua esposa. O álbum é composto por canções folclóricas com influências de M83, Beach House e Washed Out. Ele disse: "Eu não queria ser preso nesse nicho de ser apenas um cantor e compositor, que tipo encanta ideias de uma guitarra acústica e de uma criança branca cantando uma música. É muito estereotipada [...] Eu queria fazer a música que eles estavam fazendo.". Black Bear foi lançado em 20 de agosto de 2013 e conta com a produção de Chad Copelin. Andrew declarou em uma entrevista para o USA Today que ele escreveu a música "Pieces", selecionado como primeiro single do álbum, para sua esposa pouco depois que eles se casaram em Chicago em 2012.
Um EP intitulado Black Bear (Hushed), com versões despojadas de cinco faixas do álbum, foi lançado em 7 de outubro de 2014.

### 2016–presente:Dive Deep
Em agosto de 2016, Belle lançou "Dive Deep" como single principal de seu próximo terceiro álbum, de mesmo nome. Seu single de seguimento, "You", foi lançado em 28 de outubro. Em 19 de novembro, uma música de Natal chamada "Back for Christmas" foi lançada.
Dive Deep foi lançado em 25 de agosto de 2017. Seu álbum estreou na parada americana de álbuns da Billboard Heatseeker Albums Chart na posição #8.

## Discografia

### Álbuns de estúdio
- The Ladder (2010)[10]
- Black Bear (2013)[11]
- Dive Deep (2017)

### Extended play
- All Those Pretty Lights (2008)
- The Daylight EP (2012)
- Black Bear (Hushed) (2014)

### Álbuns ao vivo
- Sundays at Rockit (2009)
- Live at Hotel Cafe (2010)
- Live at Double Door (2010)

## Prêmios e nomeações
| Ano  | Organização           | Prêmio                                      | Obra nomeada | Resultado | Ref          |
| ---- | --------------------- | ------------------------------------------- | ------------ | --------- | ------------ |
| 2009 | MTV Video Music Award | Artista do ano mais bem-sucedido de Chicago | Ele mesmo    | Venceu    | [ 1 ] [ 12 ] |